# Arboretum de L'Hôpital
L’arboretum de L'Hôpital est un arboretum, qui se situe sur le territoire des communes de L'Hôpital (Moselle) et de Saint-Avold dans la forêt de Zang.

## Description

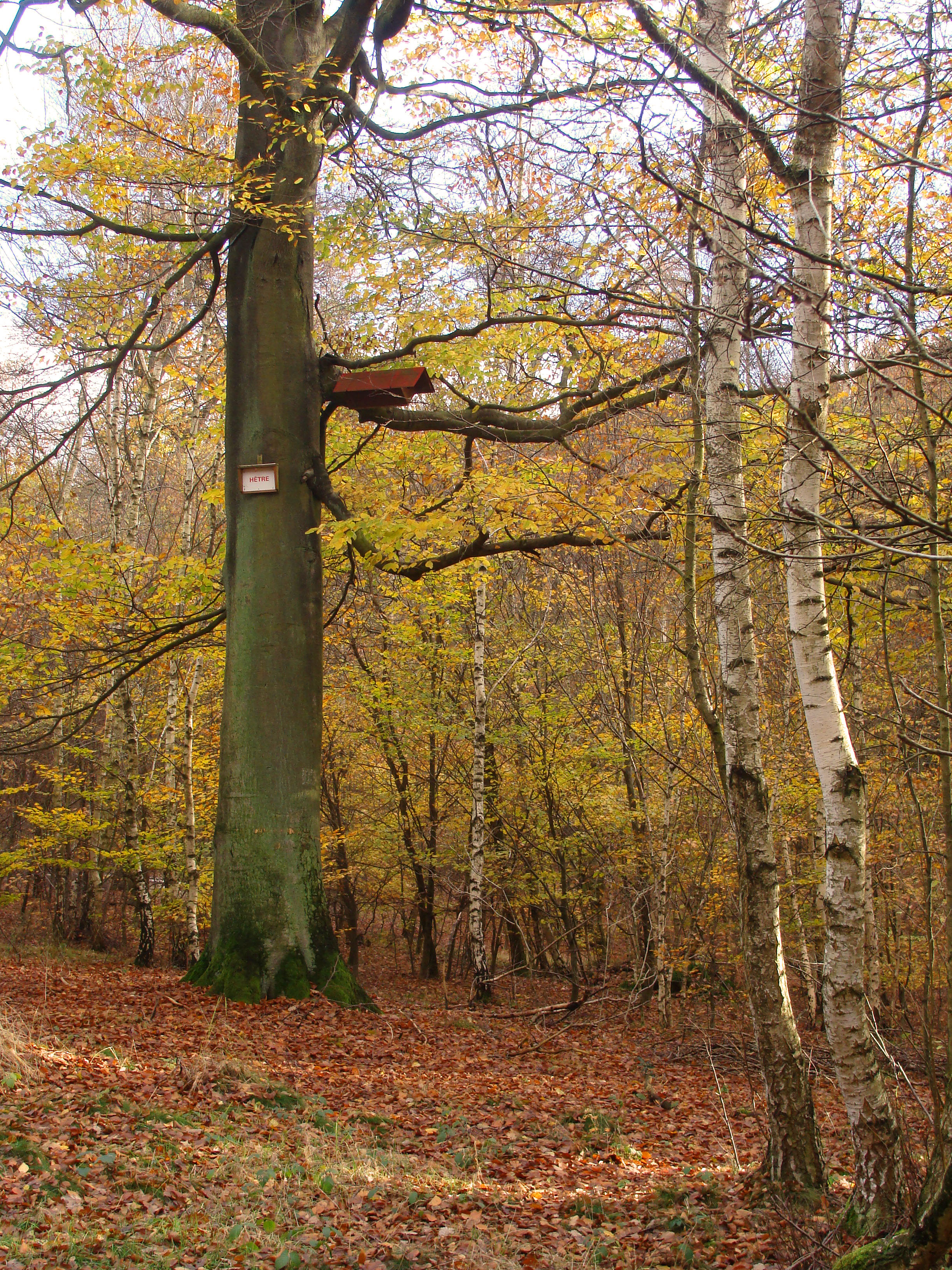
Arboretum de la forêt de Zang, L'Hôpital (Moselle).

Cet arboretum a pour origine un club créé en 1967 par Georges Meisse, chef de district des Eaux et Forêts, ainsi que par Fernand Aust, Pierre Froehelig, Jacques Fischer, devenu le 20 mars 1975 l'Association Protectrice des Oiseaux et de la Nature (APON). 
Situés en contrebas de la forêt de Zang, l'arboretum présente des espèces locales, proche d'un chalet en pierre construit par les bénévoles de l'association et plusieurs fois vandalisé. Une quarantaine d'arbres et de buissons sont identifiés.
L'association a pour but essentiel la protection des oiseaux et a installé dans l'arboretum 120 nichoirs pour passereaux ainsi que 3 mangeoires. L'APON est une association à but non lucratif animée par des bénévoles. Les ressources proviennent principalement des cotisations des membres, des dons, des actions entreprises par l'association (fêtes champêtres) et des subventions provenant des communes de l'Hôpital et de Saint-Avold.
À proximité de l'arboretum, dans la forêt de Zang, se trouve un chêne multi-séculaire (environ 900 ans d'âge) appelé le « Gros Chêne » ou «  Chêne des Sorcières ». Il s'agit d'un chêne pédonculé (Quercus robur L.) constitué de deux arbres qui ont fusionné. C'est l'un des plus vieux arbres forestiers de France. La circonférence de son tronc est de 6,40m mesurée à une hauteur de 1,50m. Sa hauteur est d'environ 21m. Vandalisé en 2008 et ayant souffert de diverses tempêtes, il est actuellement étayé à la suite de travaux de protection entrepris par l'ONF (Office national des forêts). Il est classé dans les Arbres remarquables de France. Il ne fait pas partie de l'arboretum.

## Galerie de photographies

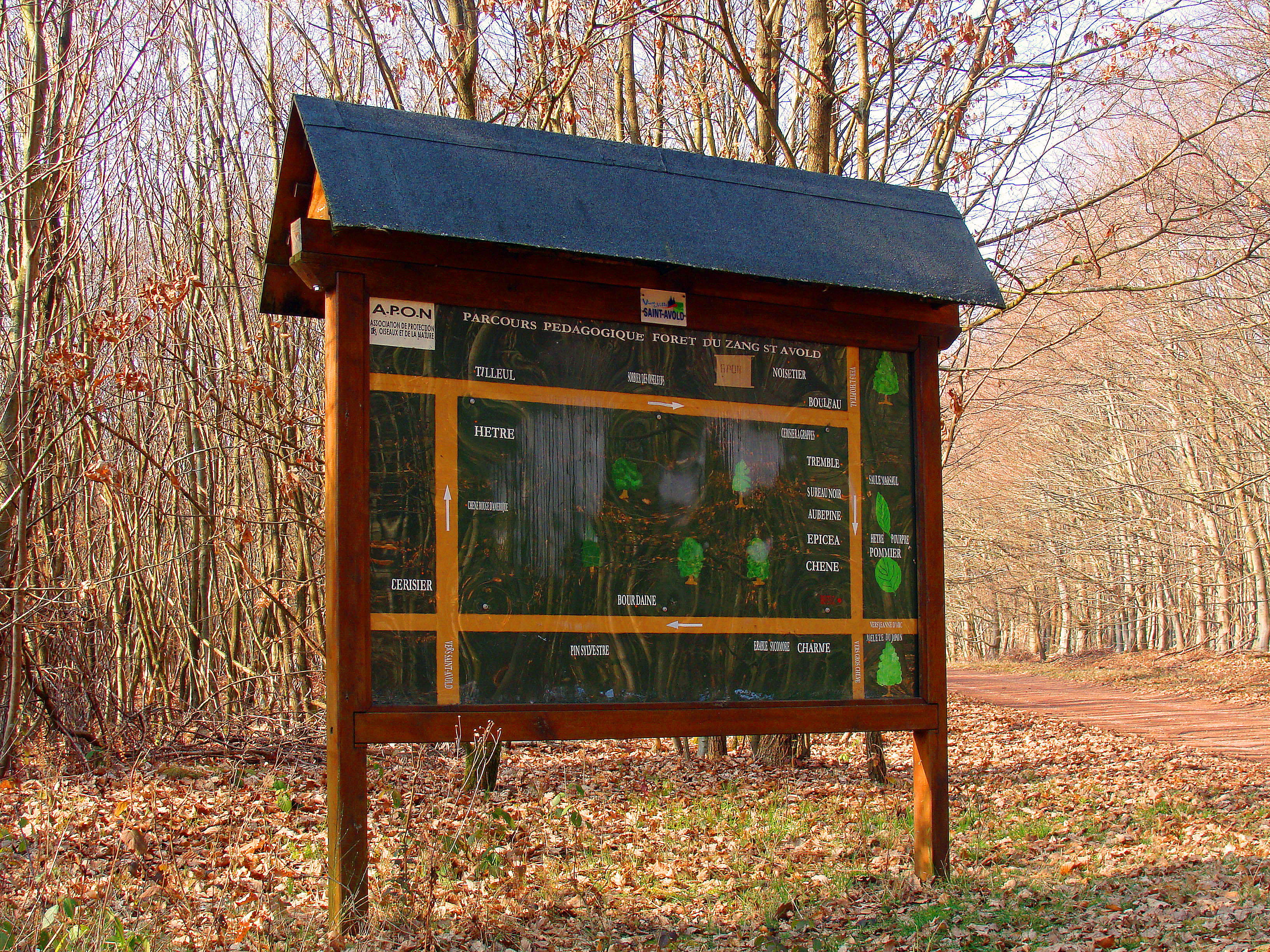
Plan de situation de l'arboretum.
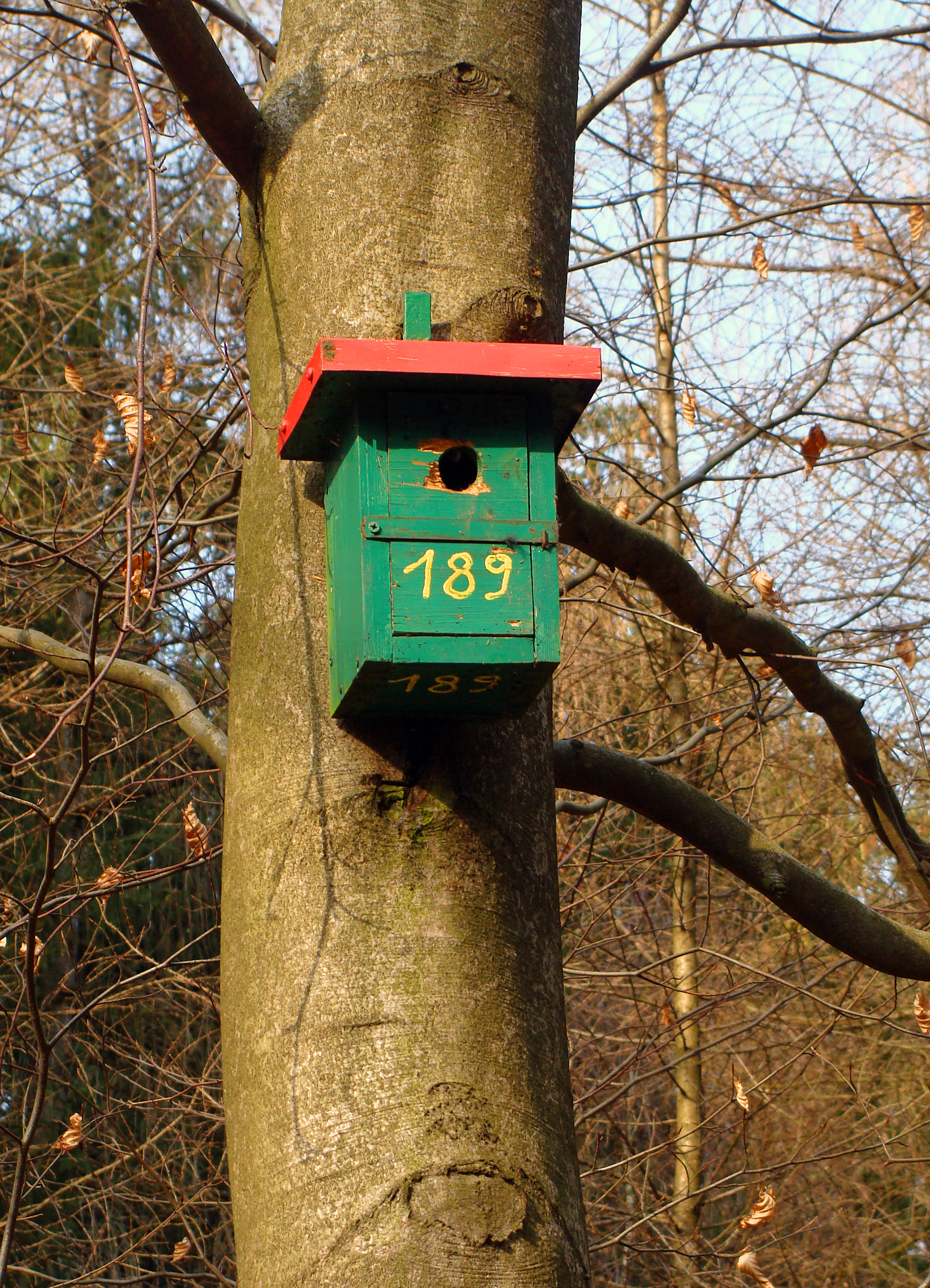
Nichoir de l'arboretum.
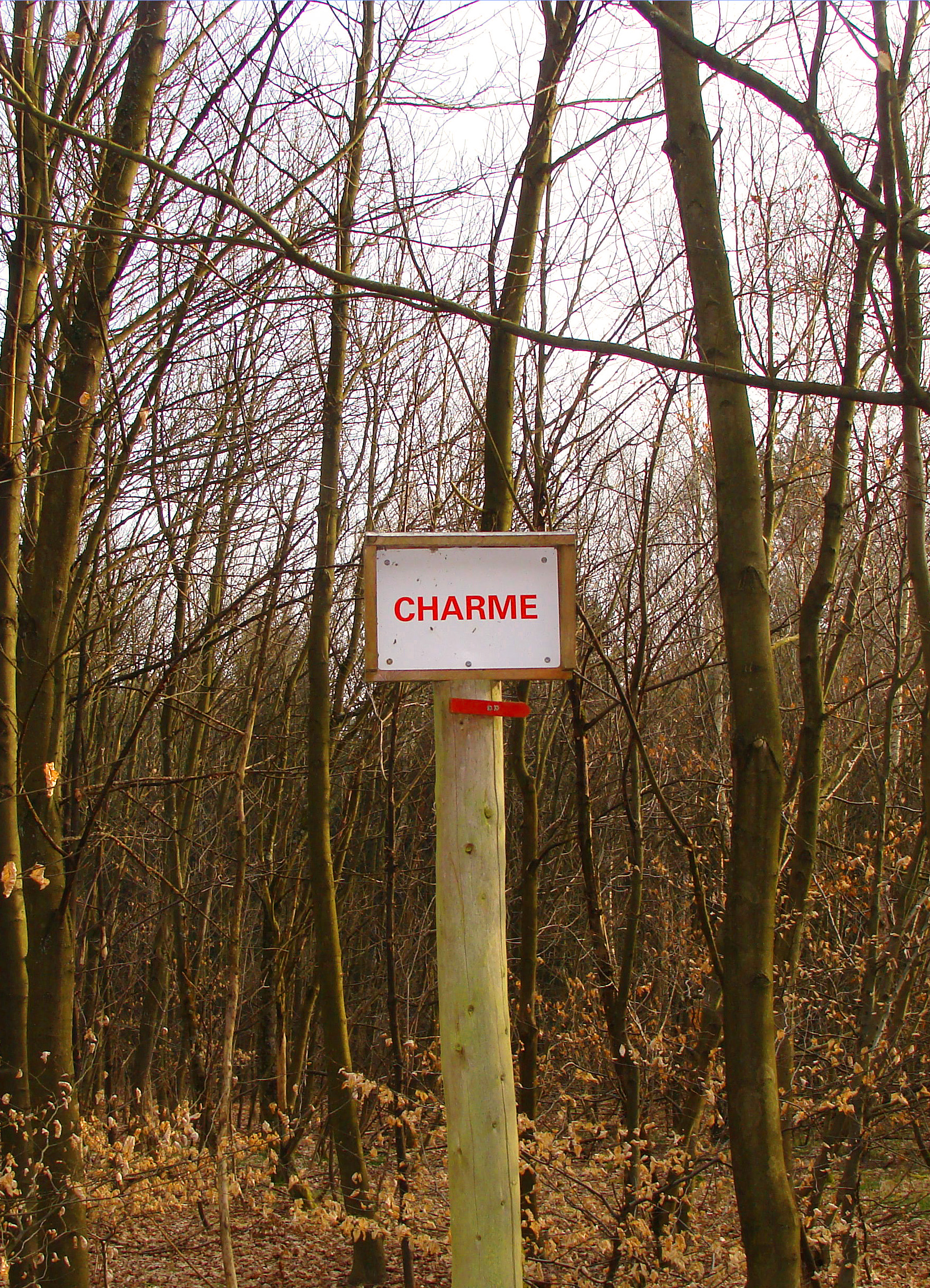
Panneau identifiant un charme.
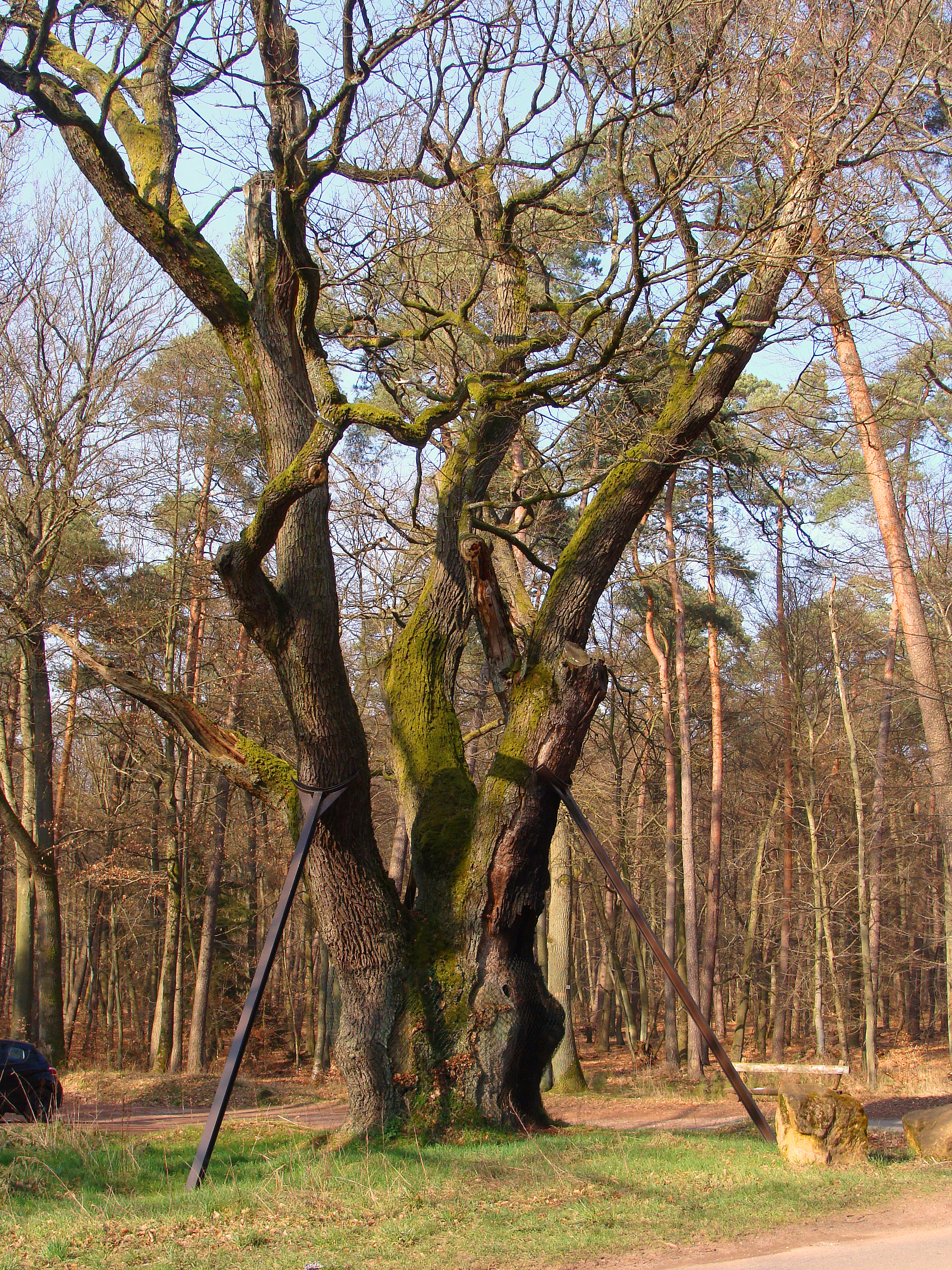
Chêne des sorcières (forêt de Zang).

## Sources
- Association "APON" (AUST Fernand, président de l'APON, 3 rue Saint-Sauvant, 57730 VALMONT).